# You're My Heart, You're My Soul
"You're My Heart, You're My Soul" là đĩa đơn đầu tiên của Modern Talking, cặp song ca nhạc pop người Đức, phát hành với vai trò là đĩa đơn mở đường từ album đầu tay của họ, The 1st Album (1985).

## Danh sách bài hát
- Đĩa đơn 7 inch

1. "You're My Heart, You're My Soul" – 3:48
2. "You're My Heart, You're My Soul" (Instrumental Version) – 4:01

- Đĩa đơn 12 inch

1. "You're My Heart, You're My Soul" – 5:35
2. "You're My Heart, You're My Soul" (Instrumental Version) – 4:01

## Bảng xếp hạng

### Bảng xếp hạng hàng tuần
| Bảng xếp hạng (1985)               | Vị trí cao nhất |
| ---------------------------------- | --------------- |
| Áo (Ö3 Austria Top 40)             | 1               |
| Bỉ (Ultratop 50 Flanders)          | 1               |
| Đan Mạch (IFPI)                    | 1               |
| Châu Âu (European Top 100 Singles) | 4               |
| Phần Lan (Suomen virallinen lista) | 2               |
| Pháp (SNEP)                        | 3               |
| Ý (Musica e dischi)                | 18              |
| Hà Lan (Dutch Top 40)              | 4               |
| Hà Lan (Single Top 100)            | 6               |
| Na Uy (VG-lista)                   | 3               |
| Bồ Đào Nha (AFP)                   | 1               |
| Nam Phi (Springbok Radio)          | 2               |
| Tây Ban Nha (AFYVE)                | 2               |
| Thụy Điển (Sverigetopplistan)      | 3               |
| Thụy Sĩ (Schweizer Hitparade)      | 1               |
| Anh Quốc (OCC)                     | 56              |
| Tây Đức (Official German Charts)   | 1               |

### Bảng xếp hạng cuối năm
| Bảng xếp hạng (1985)             | Vị trí |
| -------------------------------- | ------ |
| Áo (Ö3 Austria Top 40)           | 2      |
| Bỉ (Ultratop 50 Flanders)        | 7      |
| Pháp (IFOP)                      | 12     |
| Hà Lan (Dutch Top 40)            | 27     |
| Hà Lan (Single Top 100)          | 34     |
| Nam Phi (Springbok Radio)        | 7      |
| Thụy Sĩ (Schweizer Hitparade)    | 3      |
| Tây Đức (Official German Charts) | 2      |

### Chứng nhận
| Quốc gia                                                                           | Chứng nhận | Số đơn vị/doanh số chứng nhận |
| ---------------------------------------------------------------------------------- | ---------- | ----------------------------- |
| Đan Mạch (IFPI Đan Mạch)                                                           | Vàng       | 4.000^                        |
| Pháp (SNEP)                                                                        | Vàng       | 500.000*                      |
| Đức (BVMI)                                                                         | Vàng       | 500.000^                      |
| Thụy Điển (GLF)                                                                    | Vàng       | 25.000^                       |
| Thụy Sĩ (IFPI)                                                                     | Vàng       | 25.000^                       |
| * Chứng nhận dựa theo doanh số tiêu thụ. ^ Chứng nhận dựa theo doanh số nhập hàng. |            |                               |

## "You're My Heart, You're My Soul '98"
You're My Heart, You're My Soul '98 là đĩa đơn đầu tiên của Modern Talking từ album thứ bảy Back for Good, và là đĩa đơn đầu tiên kể từ khi họ tái lập năm 1998.

### Danh sách bản nhạc
- Đĩa đơn CD Đức

1. "You're My Heart, You're My Soul" (Modern Talking Mix '98) – 3:49
2. "You're My Heart, You're My Soul" (Classic Mix '98) – 3:41

- Đĩa đơn maxi CD Đức

1. "You're My Heart, You're My Soul" (Modern Talking Mix '98) – 3:49
2. "You're My Heart, You're My Soul" (Classic Mix '98) – 3:41
3. "You're My Heart, You're My Soul" (Modern Talking Mix '98 hợp tác với Eric Singleton) – 3:17
4. "You're My Heart, You're My Soul" (Original Short Mix '84) – 3:22
5. "You're My Heart, You're My Soul" (Original Long Mix '84) – 5:36

- Đĩa đơn maxi CD Anh Quốc

1. "You're My Heart, You're My Soul" (Modern Talking Mix '98) – 3:53
2. "You're My Heart, You're My Soul" (Original Long Mix '84) – 5:33
3. "You're My Heart, You're My Soul" 1998 (Paul Masterson's extended mix) – 7:15

- Đĩa đơn maxi 12 inch Anh Quốc

1. "You're My Heart, You're My Soul" (Paul Masterson extended mix) – 7:15
2. "You're My Heart, You're My Soul" (Paul Masterson dub) – 6:52
3. "You're My Heart, You're My Soul" (Modern Talking Mix '98 hợp tác với Eric Singleton) – 3:15
4. "You're My Heart, You're My Soul" (Original Long Mix '84) – 5:36

### Bảng xếp hạng

#### Bảng xếp hạng hàng tuần
| Bảng xếp hạng (1998)                | Vị trí cao nhất |
| ----------------------------------- | --------------- |
| Áo (Ö3 Austria Top 40)              | 2               |
| Bỉ (Ultratop 50 Flanders)           | 26              |
| Bỉ (Ultratop 50 Wallonia)           | 10              |
| Châu Âu (Eurochart Hot 100 Singles) | 9               |
| Phần Lan (Suomen virallinen lista)  | 8               |
| Pháp (SNEP)                         | 3               |
| Đức (GfK)                           | 2               |
| Hungary (MAHASZ)                    | 1               |
| Iceland (Íslenski Listinn Topp 40)  | 14              |
| Ireland (IRMA)                      | 8               |
| Thụy Điển (Sverigetopplistan)       | 6               |
| Thụy Sĩ (Schweizer Hitparade)       | 4               |

#### Bảng xếp hạng cuối năm
| Bảng xếp hạng (1998)          | Vị trí |
| ----------------------------- | ------ |
| Áo (Ö3 Austria Top 40)        | 23     |
| Bỉ (Ultratop 50 Wallonia)     | 47     |
| Pháp (SNEP)                   | 12     |
| Đức (Official German Charts)  | 21     |
| Thụy Sĩ (Schweizer Hitparade) | 35     |

#### Chứng nhận
| Quốc gia                                                                           | Chứng nhận | Số đơn vị/doanh số chứng nhận |
| ---------------------------------------------------------------------------------- | ---------- | ----------------------------- |
| Bỉ (BEA)                                                                           | Vàng       | 25.000*                       |
| Pháp (SNEP)                                                                        | Vàng       | 250.000*                      |
| Đức (BVMI)                                                                         | Bạch kim   | 500.000^                      |
| Thụy Điển (GLF)                                                                    | Bạch kim   | 30.000^                       |
| * Chứng nhận dựa theo doanh số tiêu thụ. ^ Chứng nhận dựa theo doanh số nhập hàng. |            |                               |